# Mississippi Surge
Die Mississippi Surge waren eine US-amerikanische Eishockeymannschaft in Biloxi, Mississippi. Das Team spielte von 2009 bis 2014 in der Southern Professional Hockey League.

## Geschichte
Die Mannschaft wurde 2009 als Franchise der Southern Professional Hockey League gegründet. In Biloxi füllten sie die Lücke, die die Mississippi Sea Wolves aus der ECHL im Anschluss an die Saison 2008/09 in der Stadt hinterlassen hatten. In ihrer Premieren-Spielzeit belegten die Mississippi Surge in der Saison 2009/10 auf Anhieb den ersten Platz nach der regulären Saison, wofür sie die William B. Coffey Trophy erhielten. In den anschließenden Playoffs um den President's Cup unterlagen sie jedoch den Huntsville Havoc mit einem Sweep in der Best-of-Five-Serie. Auch in der Spielzeit 2010/11 waren die Surge das punktbeste Team der regulären Saison und setzten sich diesmal in den Finalspielen um den President’s Cup in drei Begegnungen gegen die Augusta RiverHawks durch.
Im Mai 2014 wurde bekannt, dass das Team den Spielbetrieb einstellen würde. Zur Saison 2016/17 wurde das Franchise schließlich nach Roanoke im US-Bundesstaat Virginia verlegt, wo es in der Folge den Spielbetrieb als Roanoke Rail Yard Dawgs fortsetzte.

## Trainer
In ihrer Premieren-Spielzeit war der US-Amerikaner Steffon Walby, der der Eigentümgergruppe Coast Hockey LLC angehört, sowohl Cheftrainer, als such General Manager des Teams. Zuvor war er selbst auch schon Spieler und Cheftrainer bei den Mississippi Sea Wolves in der ECHL gewesen. 

## Saisonstatistik
Abkürzungen: GP = Spiele, W = Siege, L = Niederlagen, T = Unentschieden, OTL = Niederlagen nach Overtime SOL = Niederlagen nach Shootout, Pts = Punkte, GF = Erzielte Tore, GA = Gegentore, PIM = Strafminuten
| Saison  | GP | W  | L  | T | OTL | SOL | Pts | GF  | GA  | Platz    | Playoffs                       |
| 2009/10 | 56 | 34 | 14 | — | 2   | 6   | 76  | 210 | 165 | 1., SPHL | Niederlage im Finale           |
| 2010/11 | 56 | 37 | 15 | — | 1   | 3   | 74  | 207 | 157 | 1., SPHL | President’s Cup                |
| 2011/12 | 56 | 29 | 24 | — | 2   | 1   | 61  | 166 | 162 | 5., SPHL | Niederlage in der ersten Runde |
| 2012/13 | 56 | 25 | 23 | — | 6   | 2   | 58  | 152 | 156 | 6., SPHL | Niederlage in der ersten Runde |
| 2013/14 | 56 | 22 | 28 | — | 3   | 3   | 50  | 140 | 186 | 8., SPHL | Niederlage in der ersten Runde |

## Team-Rekorde

### Karriererekorde
Spiele: 184  Jeff Grant
Tore: 79  Matt Zultek
Assists: 95  Mike Richard
Punkte: 137  Mike Richard
Strafminuten: 272  Ryan Bartle

## Bekannte Spieler
- Matt Zultek (gewann als Junioren-Spieler den Memorial Cup, wurde von zwei NHL-Teams gedraftet, darunter von den Los Angeles Kings in der ersten Runde)